# Ricardo Clark
Ricardo Anthony Clark (født 10. februar 1983 i Atlanta, Georgia, USA) er en amerikansk fodboldspiller, der spiller som defensiv midtbanespiller hos den amerikanske Major League Soccer-klub Columbus Crew. Han har spillet for klubben siden 2018. Tidligere har han spillet de amerikanske klubber NY MetroStars, San Jose Earthquakes og Houston Dynamo, samt for tyske Eintracht Frankfurt. Derudover har han været udlejet til Stabæk Fotball i Norge.

## Landshold
Clark nåede i sin tid som landsholdsspiller (2005-2012) at spille 34 kampe og score 3 mål for USA's landshold, som han debuterede for 12. oktober 2005 i et opgør mod Panama. Han har blandt andet repræsenteret sit land ved CONCACAF Gold Cup i 2007 og ved Confederations Cup 2009.